# I Saw Mommy Kissing Santa Claus
 «I Saw Mommy Kissing Santa Claus» es una canción navideña con música y letras del compositor británico Tommie Connor. La canción ha sido grabada por muchos artistas, y la versión más famosa se atribuye a The Jackson 5 . 

## Versión original de Jimmy Boyd
La grabación original de Jimmy Boyd, fue grabada el 15 de julio de 1952, cuando tenía 13 años, alcanzó el número 1 en la lista de sencillos pop del Billboard en diciembre de 1952, y en la tabla de Cash Box al comienzo del siguiente año. Más tarde, alcanzó el número 3 en los UK Charts cuando se lanzó allí en noviembre de 1953. La canción fue encargada por Saks Fifth Avenue para promocionar la tarjeta de Navidad de la tienda para el año, que contó con un boceto original del artista Perry Barlow, quien dibujó para The New Yorker durante muchas décadas. 
La canción describe una escena en la que un niño baja las escaleras desde su habitación en Nochebuena y ve a su madre besando a Santa Claus debajo del muérdago. 
El registro de Boyd fue condenado por la Arquidiócesis de Boston cuando fue lanzado debido a que mezclaba besos con la Navidad. Boyd fue fotografiado en una reunión con la arquidiócesis para explicar la canción. Después de la reunión, la prohibición fue levantada.[cita requerida]

## Versión de Spike Jones
Una versión menos exitosa de la canción fue lanzada en 1952 por Spike Jones (con voz de George Rock en la voz de niño pequeño utilizada en el éxito de Spike " All I Want For Christmas Is My Two Front Teeth "). Jones también grabó una parodia para su placer personal titulada "I Saw Mommy Screwing Santa Claus".

## Adaptación cinematográfica
Una película hecha para televisión basada en la canción fue lanzada en 2001. 